# Mimosa aspera
Mimosa aspera är en ärtväxtart som beskrevs av Marcus Eugene Jones. Mimosa aspera ingår i släktet mimosor, och familjen ärtväxter. Inga underarter finns listade i Catalogue of Life.